# Yi Seo-woo
Yi Seo-woo (hangul : 이서우, hanja : 李瑞雨, 1er mars 1633 - 14 octobre 1709) était un homme politique, un écrivain et un philosophe néoconfucianiste coréen de la dynastie Joseon. Polémiste et théoricien de la faction des méridionaux, c'est le disciple et le  successeur académique de Heo Mok et de Yun Hyu. Ses noms de plume étaient Songgok (송곡, 松谷) et Songpa (송파, 松波) ; ses noms de courtoisie Yunbo (윤보, 潤甫) et Hyujing (휴징, 休徵).

## Œuvres
- Songpa munjip (송파문집, 松坡文集)
- Gangsa (강사, 康史)
- Jangsanhuji (장산후지, 萇山後誌)
- Dongraeseungramseohuji (동래승람서후지, 東萊勝覽書後誌)